# ترپونما پالیدوم
ترپونما پالیدوم یا (به انگلیسی: Treponema pallidum) اسپیروکتی است که عامل بیماری سیفلیس است.
این بیماری فقط در میان انسانها منتقل می‌شود. میکروارگانیسم مارپیچی است، معمولاً ۶/۱۵ میکرومتر طول و ۱ تا ۲ میکرومتر عرض دارد. ترپونم‌ها دارای سیتوپلاسم و غشای خارجی هستند. با استفاده از میکروسکوپ نوری، ترپونم‌ها فقط با استفاده از روشنایی میدان تاریک قابل مشاهده هستند.

## بیماریزایی
ترپونما پالیدوم‌ها بیماری‌های مختلفی را ایجاد می‌کنند که مهم‌ترین و معروفترین آن‌ها سیفلیس است که یک بیماری تناسلی است و امروزه کمتر مشاهده می‌شود. بیماری‌های سیفلیس غیرتناسلی اندمیک (Bejel) و یاز (Yaws) نیز توسط این گروه باکتری‌ها ایجاد می‌شود.
یاز نوعی بیماری عفونی مزمن دوران کودکی است که توسط زیرگونه پرتنو ترپونما پالیدوم (Treponema Pallidum ssp. Pertenue) ایجاد و از طریق تماس مستقیم منتقل می‌شود. 
پینتا نوعی بیماری پوستی است که توسط زیرگونه ترپونما پالیدوم کاراتئوم (Treponema pallidum Carateum) ایجاد می‌شود هر چند در خصوص گونه (species) بودن یا زیر گونه(subspecies) بودن این اسپیروکت اختلاف نظر وجود دارد و بعضی منابع عامل پینتا را به صورت گونه باعنوان ترپونما کاراتئوم (Treponema Carateum) یاد می‌نمایند به‌جای آنکه انرا زیر گونه‌ای از تر‍ونما پالیدوم و با عنوان ترپونما پالیدوم کاراتئوم (T. p. Carateum) بنامند. بیماری پینتا به طریقه غیر جنسی و به وسیله تماس مستقیم یا از طریق گزش حشرات منتقل می‌شود. تشخیص و درمان این بیماری مشابه سیفلیس است.
«معمولاً اسپیروکت به گرما و خشکی حساسیت دارد و شایان ذکر است که در مناطق سرد بدن بیشتر تکثیر می‌شود و جای می‌گیرد»